# Pyrausta fulvalis
Pyrausta fulvalis is een vlinder van de familie van de grasmotten (Crambidae). De wetenschappelijke naam van deze soort is voor het eerst voorgesteld als Hyaloscia fulvalis door Paul Dognin in een publicatie uit 1908.
De soort komt voor in Argentinië.